# Spina nasalis anterior maxillae

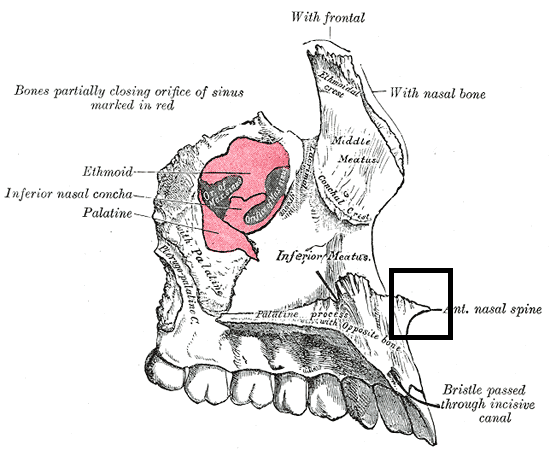
A felső állcsont (a fekete négyzet jelöli a tövist)

Középen a felső állcsont (maxilla) elülső felszínén van egy körbe határolt mély lyuk az incisura nasalis-nál, aminek a széle tapadási helyet biztosít a musculus dilatator naris posteriornak és végetér egy csúcsos nyúlvány alatt, ami az ellenkező oldallal kialakítja a spina nasalis anterior maxillae-t (spina=tövis).